# 枣庄路 (上海)
枣庄路是中华人民共和国上海市浦东新区的一条街道，南北走向，得名于山东省枣庄市。枣庄路北起栖山路，南至杨高中路。杨高中路以南为红枫路。
上海轨道交通六号线在张杨路枣庄路口与枣庄路交叉，沿张杨路距路口东600米处设金桥路站，西550米设云山路站。

## 周边建筑物
- 上海市建平实验中学
- 金杨新村街道办事处
- 上海市建平实验小学

## 交会道路（北向南）

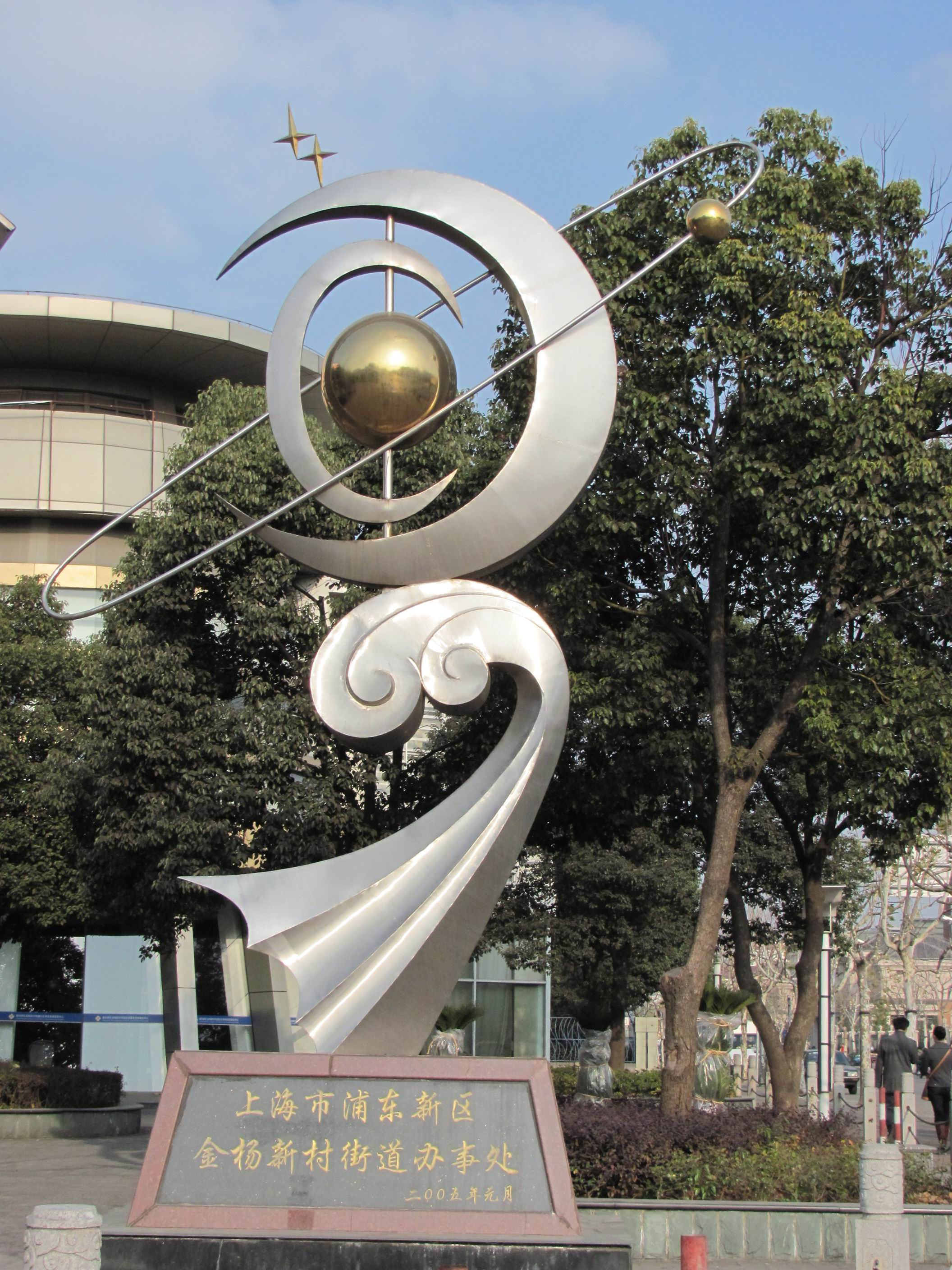
金杨新村街道办事处前雕塑

- 栖山路

枣庄路桥

- 博山东路
- 张杨路
- 金杨路
- 金台路
- 银山路
- 杨高中路